# Einband-Weltmeisterschaft 1995

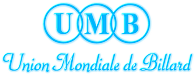
Logo UMB (ausrichtender Verband)

Veranstaltungsort: Carvin

Die Einband-Weltmeisterschaft 1995 war das 15. Turnier in dieser Disziplin des Karambolagebillards und fand vom 19. bis zum 22. Januar 1995 in Carvin in der französischen Region Hauts-de-France statt. Es war die fünfte Einband-Weltmeisterschaft in Frankreich.

## Geschichte
Die Einband-WM in Carvin war ein großartiger Erfolg für die relativ kleine Stadt Carvin, etwa 20 km entfernt gelegen von der nordfranzösischen Metropole Lille. Schon bei der Eröffnung waren 700 Zuschauer anwesend. Der Saal im „Complexe Sportif de Carvin“ hatte Platz für 1000 Zuschauer. Immer wieder fanden zahlreiche Interessenten aus Platzmangel keinen Eintritt. Das Turnier wurde wieder auf eine längere Distanz gespielt, was die Leistungen der Akteure steigerte. Sieger wurde der Niederländer Jos Bongers, der den „Lokalmatador“ Francis Connesson im Finale mit 150:112 in 15 Aufnahmen besiegte. Titelverteidiger Fonsy Grethen wurde Dritter vor dem Belgier Peter de Backer. Für die deutschen Teilnehmer lief die WM ein wenig enttäuschend.

## Modus
Gespielt wurde in vier Vierergruppen, in der sich die beiden Gruppenbesten für die zweite Gruppenphase qualifizierten. Hier spielten die beiden Gruppensieger im Finale und die Zweitplatzierten um Platz drei. Alle Plätze wurden ausgespielt. Gespielt wurde bis 150 Punkte.
Bei Punktegleichheit wird in folgender Reihenfolge gewertet:
1. MP = Matchpunkte
2. GD = Generaldurchschnitt
3. HS = Höchstserie

## 1. Gruppenphase
| Platz                     | Name             | MP  | Pkte. | Aufn. | GD    | BED   | HS |
| ------------------------- | ---------------- | --- | ----- | ----- | ----- | ----- | -- |
| 1                         | Fonsy Grethen    | 5:1 | 450   | 67    | 6,71  | 9,37  | 53 |
| 2                         | Jos Bongers      | 4:2 | 434   | 36    | 12,05 | 16,66 | 88 |
| 3                         | Wolfgang Zenkner | 3:3 | 340   | 63    | 5,39  | 7,14  | 35 |
| 4                         | Fernando Pugnali | 0:6 | 168   | 46    | 3,65  | –     | 24 |
| Gruppendurchschnitt: 6,56 |                  |     |       |       |       |       |    |

| Platz                     | Name           | MP  | Pkte. | Aufn. | GD   | BED   | HS |
| ------------------------- | -------------- | --- | ----- | ----- | ---- | ----- | -- |
| 1                         | Fabian Oliveto | 6:0 | 450   | 68    | 6,61 | 8,82  | 38 |
| 2                         | Brahim Djoubri | 2:4 | 376   | 58    | 6,48 | 13,63 | 35 |
| 3                         | Martin Horn    | 2:4 | 322   | 50    | 6,44 | 11,53 | 39 |
| 4                         | Michael Hikl   | 2:4 | 283   | 52    | 5,44 | 6,81  | 40 |
| Gruppendurchschnitt: 6,27 |                |     |       |       |      |       |    |

| Platz                     | Name                | MP  | Pkte. | Aufn. | GD   | BED   | HS |
| ------------------------- | ------------------- | --- | ----- | ----- | ---- | ----- | -- |
| 1                         | Fabrice Puigvert    | 4:2 | 435   | 60    | 7,25 | 15,00 | 45 |
| 2                         | Jean Paul de Bruijn | 4:2 | 444   | 76    | 5,84 | 16,66 | 65 |
| 3                         | Gerhard Ralis       | 2:4 | 220   | 41    | 5,36 | 6,81  | 43 |
| 4                         | Rafael Garcia       | 2:4 | 373   | 71    | 5,26 | 9,37  | 31 |
| Gruppendurchschnitt: 5,93 |                     |     |       |       |      |       |    |

| Platz                     | Name              | MP  | Pkte. | Aufn. | GD    | BED   | HS |
| ------------------------- | ----------------- | --- | ----- | ----- | ----- | ----- | -- |
| 1                         | Francis Connesson | 6:0 | 450   | 47    | 9,57  | 15,00 | 70 |
| 2                         | Peter de Backer   | 4:2 | 380   | 38    | 10,00 | 30,00 | 73 |
| 3                         | Tadashi Machida   | 2:4 | 328   | 63    | 5,20  | 4,28  | 41 |
| 4                         | Xavier Gretillat  | 0:6 | 264   | 50    | 5,28  | -     | 50 |
| Gruppendurchschnitt: 7,18 |                   |     |       |       |       |       |    |

| Name                     | MP  | Pkte. | Aufn. | GD    | BED   | HS |
| ------------------------ | --- | ----- | ----- | ----- | ----- | -- |
| Spiele um Platz 9 bis 16 |     |       |       |       |       |    |
| Wolfgang Zenkner         | 2:0 | 150   | 10    | 15,00 | 15,00 | 93 |
| Xavier Gretillat         | 0:2 | 22    | 10    | 2,20  | –     | 16 |
|                          |     |       |       |       |       |    |
| Martin Horn              | 2:0 | 150   | 13    | 11,53 | 11,53 | 55 |
| Rafael Garcia            | 0:2 | 100   | 13    | 7,69  | –     | 35 |
|                          |     |       |       |       |       |    |
| Michael Hikl             | 2:0 | 150   | 29    | 5,17  | 5,17  | 24 |
| Gerhard Ralis            | 0:2 | 144   | 29    | 4,96  | –     | 31 |
|                          |     |       |       |       |       |    |
| Fernando Pugnali         | 0:2 | 89    | 28    | 3,17  | –     | 18 |
| Tadashi Machida          | 2:0 | 150   | 28    | 5,35  | 5,35  | 23 |
|                          |     |       |       |       |       |    |
| Wolfgang Zenkner         | 0:2 | 121   | 8     | 15,12 | –     | 26 |
| Michael Hikl             | 2:0 | 150   | 8     | 18,75 | 18,75 | 37 |
|                          |     |       |       |       |       |    |
| Rafael Garcia            | 2:0 | 150   | 12    | 12,50 | 12,50 | 39 |
| Fernando Pugnali         | 0:2 | 38    | 12    | 3,16  | –     | 13 |
|                          |     |       |       |       |       |    |
| Gerhard Ralis            | 0:2 | 71    | 14    | 5,07  | –     | 17 |
| Xavier Gretillat         | 2:0 | 150   | 14    | 10,71 | 10,71 | 36 |
|                          |     |       |       |       |       |    |
| Martin Horn              | 2:0 | 150   | 17    | 8,82  | 8,82  | 27 |
| Tadashi Machida          | 0:2 | 94    | 17    | 5,52  | –     | 16 |

## 2. Gruppenphase
| Platz                     | Name             | MP  | Pkte. | Aufn. | GD   | BED   | HS |
| ------------------------- | ---------------- | --- | ----- | ----- | ---- | ----- | -- |
| 1                         | Peter de Backer  | 6:0 | 450   | 51    | 8,82 | 13,63 | 66 |
| 2                         | Fonsy Grethen    | 4:2 | 421   | 46    | 9,15 | 13,63 | 64 |
| 3                         | Fabrice Puigvert | 2:4 | 315   | 59    | 5,33 | 4,05  | 58 |
| 4                         | Brahim Djoubri   | 0:6 | 338   | 78    | 4,33 | –     | 39 |
| Gruppendurchschnitt: 6,51 |                  |     |       |       |      |       |    |

| Platz                     | Name                | MP  | Pkte. | Aufn. | GD    | BED   | HS |
| ------------------------- | ------------------- | --- | ----- | ----- | ----- | ----- | -- |
| 1                         | Francis Connesson   | 6:0 | 450   | 36    | 12,50 | 15,00 | 76 |
| 2                         | Jos Bongers         | 4:2 | 416   | 26    | 16,00 | 21,42 | 72 |
| 3                         | Jean Paul de Bruijn | 2:4 | 383   | 45    | 8,51  | 6,00  | 40 |
| 4                         | Fabian Oliveto      | 0:6 | 262   | 47    | 5,57  | –     | 41 |
| Gruppendurchschnitt: 9,81 |                     |     |       |       |       |       |    |

| Name                    | MP  | Pkte. | Aufn. | GD   | BED  | HS |
| ----------------------- | --- | ----- | ----- | ---- | ---- | -- |
| Spiele um Platz 5 bis 8 |     |       |       |      |      |    |
| Fabrice Puigvert        | 2:0 | 150   | 21    | 7,14 | 7,14 | 36 |
| Fabian Oliveto          | 0:2 | 96    | 21    | 4,57 | –    | 22 |
|                         |     |       |       |      |      |    |
| Brahim Djoubri          | 0:2 | 128   | 21    | 6,09 | –    | 28 |
| Jean Paul de Bruijn     | 2:0 | 150   | 21    | 7,14 | 7,14 | 65 |

| Name              | MP  | Pkte. | Aufn. | GD    | BED   | HS |
| ----------------- | --- | ----- | ----- | ----- | ----- | -- |
| Halbfinale 1      |     |       |       |       |       |    |
| Francis Connesson | 2:0 | 150   | 12    | 12,50 | 12,50 | 53 |
| Fonsy Grethen     | 0:2 | 56    | 12    | 4,66  | –     | 15 |
| Halbfinale 2      |     |       |       |       |       |    |
| Peter de Backer   | 0:2 | 146   | 16    | 9,12  | –     | 35 |
| Jos Bongers       | 2:0 | 150   | 16    | 9,37  | 9,37  | 52 |

| Name              | MP  | Pkte. | Aufn. | GD    | BED   | HS |
| ----------------- | --- | ----- | ----- | ----- | ----- | -- |
| Spiel um Platz 3  |     |       |       |       |       |    |
| Peter de Backer   | 0:2 | 108   | 14    | 7,71  | –     | 42 |
| Fonsy Grethen     | 2:0 | 150   | 14    | 10,71 | 10,71 | 32 |
| Finale            |     |       |       |       |       |    |
| Francis Connesson | 0:2 | 112   | 15    | 7,46  | –     | 28 |
| Jos Bongers       | 2:0 | 150   | 15    | 10,00 | 10,00 | 60 |

## Abschlusstabelle
| MP    | Match Points (Sieger = 2; Unentschieden = 1; Verlierer = 0) |
| Pkte. | Erzielte Karambolagen                                       |
| Aufn. | Benötigte Versuche                                          |
| GD    | Generaldurchschnitt                                         |
| BED   | Bester Einzeldurchschnitt eines Spielers                    |
| HS    | Höchstserie                                                 |
|       | Bester GD des Turniers                                      |
|       | Bester ED des Turniers                                      |
|       | Beste HS des Turniers                                       |
|       | 1. Platz (Gold)                                             |
|       | 2. Platz (Silber)                                           |
|       | 3. Platz (Bronze)                                           |

| 1                         | Jos Bongers         | 8 | 12:4 | 1150 | 93  | 12,36 | 21,42 | 88 |
| 2                         | Francis Connesson   | 8 | 14:2 | 1162 | 110 | 10,56 | 15,00 | 76 |
| 3                         | Fonsy Grethen       | 8 | 11:5 | 1077 | 139 | 7,74  | 13,63 | 64 |
| 4                         | Peter de Backer     | 8 | 10:6 | 1084 | 119 | 9,19  | 30,00 | 73 |
| 5                         | Fabrice Puigvert    | 7 | 8:6  | 900  | 140 | 6,42  | 15,00 | 58 |
| 6                         | Jean Paul de Bruijn | 7 | 8:6  | 977  | 142 | 6,88  | 16,66 | 65 |
| 7                         | Fabian Oliveto      | 7 | 6:8  | 808  | 136 | 8,94  | 8,82  | 41 |
| 8                         | Brahim Djoubri      | 7 | 2:12 | 842  | 157 | 5,36  | 11,63 | 39 |
| 9                         | Martin Horn         | 5 | 6:4  | 622  | 80  | 7,77  | 11,53 | 55 |
| 10                        | Michael Hikl        | 5 | 6:4  | 583  | 89  | 6,55  | 18,75 | 40 |
| 11                        | Wolfgang Zenkner    | 5 | 5:5  | 611  | 81  | 7,54  | 15,00 | 93 |
| 12                        | Tadashi Machida     | 5 | 4:6  | 572  | 108 | 5,29  | 5,35  | 41 |
| 13                        | Rafael Garcia       | 5 | 4:6  | 623  | 96  | 6,48  | 12,50 | 39 |
| 14                        | Xavier Gretillat    | 5 | 2:8  | 436  | 74  | 5,89  | 10,71 | 50 |
| 15                        | Gerhard Ralis       | 5 | 2:8  | 435  | 84  | 5,17  | 6,81  | 43 |
| 16                        | Fernando Pugnali    | 5 | 0:10 | 295  | 86  | 3,43  | –     | 24 |
| Turnierdurchschnitt: 7,01 |                     |   |      |      |     |       |       |    |